# L'avvocato del diavolo (film 1997)
L'avvocato del diavolo (The Devil's Advocate) è un film drammatico e thriller di ispirazione horror del 1997 diretto da Taylor Hackford, basato sull'omonimo romanzo di Andrew Neiderman.
Il titolo fa riferimento all'espressione idiomatica "avvocato del diavolo" e il nome del personaggio interpretato da Al Pacino, John Milton, è quello dell'autore del poema Paradiso perduto. Nonostante la trama sia tratta dall'omonimo romanzo di Andrew Neiderman, il film include alcune allusioni minori all'opera di Milton, per esempio alla famosa citazione "meglio regnare all'Inferno che servire in Paradiso" ("better to reign in Hell, than serve in Heaven").

## Trama
(John Milton / Al Pacino)
Kevin Lomax, un giovane e brillante avvocato difensore di Gainesville, in Florida, non ha mai perso un caso. Mentre difende un insegnante, Lloyd Gettys, contro l'accusa di molestie su minori, Kevin si rende conto tardivamente che il suo cliente è effettivamente colpevole, ma la sua abilità è tale da riuscire a scagionarlo grazie a un duro interrogatorio incrociato che distrugge la credibilità della giovane vittima dell'abuso.
Dopo uno scambio con un giornalista, Larry, un rappresentante di uno studio legale di New York offre a Kevin una grande somma di denaro per assistere alla selezione di una giuria. Dopo che la giuria ha emesso un verdetto di non colpevolezza John Milton, il capo dello studio legale, gli offre una posizione nello stesso con cospicuo stipendio e appartamento di lusso: Kevin accetta il lavoro e con sua moglie Mary Ann si trasferisce a Manhattan.
Inizialmente tutto sembra andare per il meglio: Kevin è molto indaffarato al lavoro, trascorrendovi la maggioranza del suo tempo, mentre Mary Ann impegna le giornate a scegliere decori e arredi per il loro appartamento. Con il tempo Mary Ann inizia a soffrire di attacchi di panico e a sentirsi isolata. La situazione è aggravata dal fatto che Mary Ann vorrebbe avere un figlio, cosa che al momento appare impossibile dato il pochissimo tempo che il marito trascorre in casa. La madre di Kevin, Alice, una fervente religiosa, visita New York e suggerisce che entrambi tornino in Florida, ma Kevin rifiuta seccamente.
Quando il miliardario Alex Cullen viene accusato di avere ucciso la moglie, il figliastro e una cameriera, Milton assegna il caso a Kevin. Questo impegno lo separa ulteriormente da Mary Ann, spingendolo al contempo a fantasticare sulla collega Christabella. Mary Ann intanto inizia ad avere visioni demoniache e di un bambino che gioca con le sue ovaie, una premonizione della sua sterilità. La moglie supplica Kevin di tornare a Gainesville, complice tra l'altro una crescente intolleranza verso l'ambiente circostante; anche Milton suggerisce a Kevin di dimettersi dal processo per occuparsi di sua moglie, ma Kevin rifiuta temendo critiche per non avere portato a termine il caso.
Eddie Barzoon, socio dirigente dello studio legale, è convinto che Kevin sia in competizione per la sua posizione quando scopre il suo nome sull'organigramma dello studio. Kevin, sorpreso, nega qualsiasi conoscenza di ciò, ma Eddie minaccia di informare l'ufficio del procuratore degli Stati Uniti sulle attività dello studio legale. Kevin racconta a Milton delle minacce di Eddie, ma Milton le respinge; successivamente Eddie viene ucciso da alcuni vagabondi con apparenze demoniache, mentre Mary Ann ha alcune visioni sull'accaduto che la disturbano ulteriormente.
Inizia il processo Cullen e Kevin interroga Melissa Black, la segretaria di Cullen, per creargli un falso alibi. Questa si rivela una scelta vincente, che gli consente di vincere quel processo e di scagionare il miliardario dall'accusa di omicidio. Terminato il processo Kevin va a cercare Mary Ann e la trova in una chiesa, nuda e avvolta in una coperta. La donna afferma che Milton l'ha violentata e ferita per tutta la durata dell'udienza, nonostante l'uomo si trovasse con Kevin in tribunale; Kevin presume quindi che Mary Ann si sia autolesionata e pertanto la affida ad un istituto di cure mentali.
Alice, insieme a Kevin e Pam Garrety, il case manager dell'azienda, visitano Mary Ann presso l'istituto. Pam rivela la sua natura di demone a Mary Ann, che la colpisce con uno specchietto per poi barricarsi nella propria stanza, suicidandosi con un frammento dello specchietto rotto tra le grida disperate di Kevin. La madre di Kevin rivela al figlio che John Milton è suo padre: quest'ultimo quindi ammette di essere Satana in persona e Kevin lo incolpa di tutte le sue disgrazie e della violenza subita da Mary Ann. Milton afferma di avere solo agito di conseguenza alle sue azioni ("ho solo preparato il palcoscenico") e che lui stesso è stato la fonte delle sue sofferenze con la sua smisurata ambizione, il cinismo e l'egoismo.
Milton rivela il suo piano, ovvero vuole che Kevin e Christabella, la propria sorellastra, concepiscano un bambino, l'Anticristo. All'inizio Kevin sembra acconsentire, ma poi bruscamente cita il libero arbitrio e si spara alla testa. Questo gesto permette al tempo di riavvolgersi e Kevin si ritrova nella pausa del processo di Gettys. Scegliendo di fare la cosa giusta Kevin annuncia che non può più rappresentare il suo cliente nonostante la minaccia di venire radiato dall'albo. Il giornalista Larry gli chiede un'intervista, promettendo di renderlo una celebrità e Kevin, incoraggiato da Mary Ann, acconsente; dopo che la coppia se ne è andata Larry si rivela essere Milton, che di nuovo trama di adescare Kevin con il peccato della vanità.

## Produzione
Le riprese del film si svolsero dal 28 ottobre 1996 all'8 febbraio 1997.
La produzione del film iniziò a New York nel 1996, ma fu segnata da ritardi e conflitti tra Al Pacino e il regista Hackford. La location di New York è stata utilizzata per diverse scene, tra cui chiese e tribunali, mentre alcune scene sono state girate in Florida nel 1997. Charlize Theron ha dovuto lasciare temporaneamente gli Stati Uniti durante le riprese a causa di problemi legali.
Alcune scene sono state girate nell'appartamento del miliardario Donald Trump a New York. La sigla finale è Paint It Black dei Rolling Stones.

## Accoglienza

### Incassi
L'avvocato del diavolo ha incassato 12170536 $ durante il suo weekend di apertura negli Stati Uniti, posizionandosi al secondo posto tra i film di maggior incasso del 1997. In totale ha incassato un lordo nazionale complessivo di quasi 61 milioni dollari, ai quali si aggiungono 92 milioni di dollari a livello internazionale. In totale incassò quasi 153 milioni di dollari, a fronte di un costo di 57 milioni di dollari.

### Critica
Nonostante abbia diviso pubblico e critica, il film è diventato un cult e sono generalmente apprezzati i dialoghi e l'interpretazione di Al Pacino.